# Micrixalus
Micrixalus es un género de anfibios anuros con distribución en la India. Es el único género dentro de la familia Micrixalidae.

## Especies
Se reconocen las siguientes según ASW:
- Micrixalus adonis[2] Biju, Garg, Gururaja, Shouche & Walukar, 2014
- Micrixalus candidus[2] Biju, Garg, Gururaja, Shouche & Walukar, 2014
- Micrixalus elegans (Rao, 1937)
- Micrixalus frigidus[2] Biju, Garg, Gururaja, Shouche & Walukar, 2014
- Micrixalus fuscus (Boulenger, 1882)
- Micrixalus gadgili Pillai & Pattabiraman, 1990
- Micrixalus herrei[2] Myers, 1942
- Micrixalus kodayari[2] Biju, Garg, Gururaja, Shouche & Walukar, 2014
- Micrixalus kottigeharensis (Rao, 1937)
- Micrixalus kurichiyari[2] Biju, Garg, Gururaja, Shouche & Walukar, 2014
- Micrixalus mallani[2] Biju, Garg, Gururaja, Shouche & Walukar, 2014
- Micrixalus narainensis (Rao, 1937)
- Micrixalus nelliyampathi[2] Biju, Garg, Gururaja, Shouche & Walukar, 2014
- Micrixalus nigraventris[2] Biju, Garg, Gururaja, Shouche & Walukar, 2014
- Micrixalus niluvasei[2] Biju, Garg, Gururaja, Shouche & Walukar, 2014
- Micrixalus nudis Pillai, 1978
- Micrixalus phyllophilus (Jerdon, 1854)
- Micrixalus sairandhri[2] Biju, Garg, Gururaja, Shouche & Walukar, 2014
- Micrixalus sali[2] Biju, Garg, Gururaja, Shouche & Walukar, 2014
- Micrixalus saxicola (Jerdon, 1854)
- Micrixalus silvaticus (Boulenger, 1882)
- Micrixalus specca[2] Biju, Garg, Gururaja, Shouche & Walukar, 2014
- Micrixalus spelunca[2] Biju, Garg, Gururaja, Shouche & Walukar, 2014
- Micrixalus swamianus (Rao, 1937)
- Micrixalus thampii Pillai, 1981
- Micrixalus uttaraghati[2] Biju, Garg, Gururaja, Shouche & Walukar, 2014